# Caino (isola)
Caino, scoglio Zaglav o Sovogliak (in croato Sovljak) è una piccola isola disabitata della Croazia, situata lungo la costa dalmata settentrionale a ovest di Trebocconi; l'isola fa parte dell'arcipelago di Sebenico. Amministrativamente appartiene al comune di Trebocconi nella regione di Sebenico e Tenin.

## Geografia
L'isolotto, di forma arrotondata con un diametro di circa 130 m, si trova all'ingresso dell'omonima valle Caino o porto Caino (uvala Sovlje). È situato a nord-ovest di Trebocconi, a circa 1,6 km di distanza. Caino ha una superficie di 0,018 km², uno sviluppo costiero di 0,49 km e un'altezza di 15,1 m.

### Isole adiacenti
- Lucconigo (Lukovnik), situato tra Lucorano e il porto di Trebocconi.
- Prisgnago[10], Prisgnak[7] o Prisnac[5][6] (Prišnjak), a sud-est a circa 630 m; l'isolotto ha una lunghezza di circa 280 m[2], un'area di 0,022 km²[8], una costa lunga 691 m[8] e un'altezza di 12 m[2] 43°45′07″N 15°43′28″E.
- Botesella[7] o Botticella[5][6] (greben Bačvica), roccia affiorante in mare aperto all'uscita meridionale del canale di Murter e a 1,7 km da Prisgnak in direzione ovest. Ha un segnale luminoso di segnalazione[11] 43°44′53″N 15°42′09″E.

### Cartografia
- (HR) Mappa topografica della Croazia 1:25000, su preglednik.arkod.hr. URL consultato il 12 settembre 2017.
- G. Giani, Carta prospettiva delle Comuni censuarie della Dalmazia, foglio 6, 1839. Fondo Miscellanea cartografica catastale, Archivio di Stato di Trieste.
- Carta di cabottaggio del mare Adriatico, foglio VII, Milano, Istituto geografico militare, 1822-1824. URL consultato il 22 dicembre 2016 (archiviato dall'url originale il 13 aprile 2013).